# イヴェコ VM 90
VM 90多目的車（伊: Veicolo Multiruolo VM 90）は路外走行に対応した軽量の軍用装輪車両。

## 概要
イヴェコ・デイリーをもとにイヴェコが開発した戦術トラックとオフロード車両の中間の車両になっている。
民間タイプの40E10 W/M（後継車種は40E13および40E15）が法執行機関および民間警備向けに軍用タイプに続いて納入された。イタリア軍では3種類のモデルが使用されている。
- VM 90T ”トルペド”（伊: Torpedo、トーピード）、幌付き車両（継続してさまざまな詳細設計やエンジンが更新され、VM90T2およびVM90T3となっている）
- VM 90P ”プロテット”（伊: Protetto、装甲）、軽装甲車両
- VM 90 ”アンビュランツァ”（伊: Ambulanza、救急車）、負傷者輸送車両

## トーピードタイプ

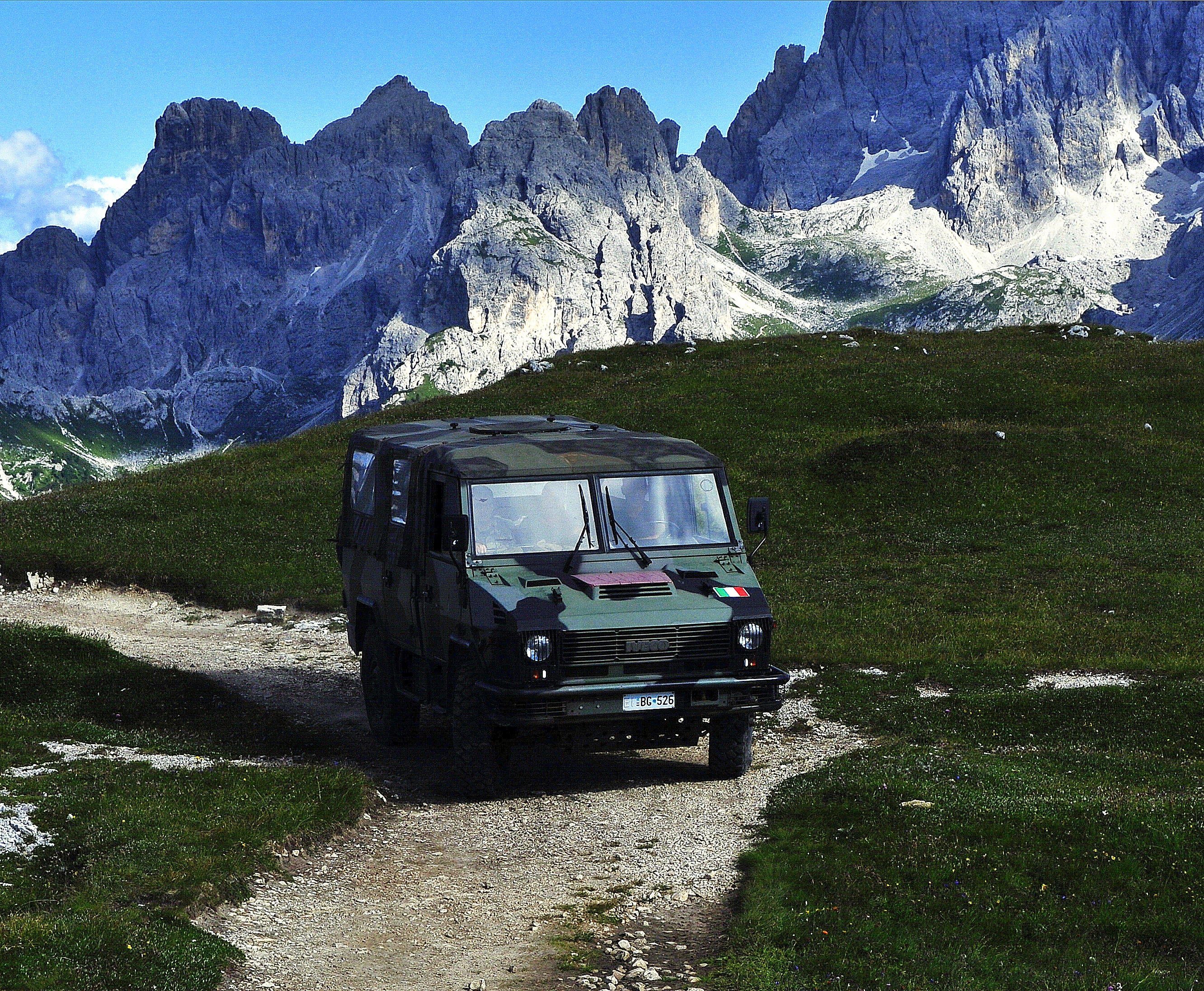
モンテ・ピアーナのイヴェコ VM トルペド

トーピードタイプは荷台に幌を備え、運転手を含めて10名が乗車可能な基本タイプである。このタイプは戦術兵員輸送に適しているが装甲されておらず、ほかには小型の野砲の牽引や戦術指揮所として使用される。
このタイプはイタリア軍の全ての部門、イタリア赤十字社の軍団体、マルタ騎士団、刑務所警備隊などで使用されている。この車両の最大の用途は国外での全ての任務を対象としている。

### 特徴（VM90T3）
- 気筒数：4
- 出力：150 ps / 3,800 rpm
- 全長：4,500 mm
- 全幅：2,010 mm
- 全高：2,483 mm
- 変速機：副変速機付き5段
- 駆動：デフロック付きフルタイム4輪駆動
- 最高速度：105 km/h
- 座席数： 1 + 9
- 航続距離：800 km

## 装甲タイプ

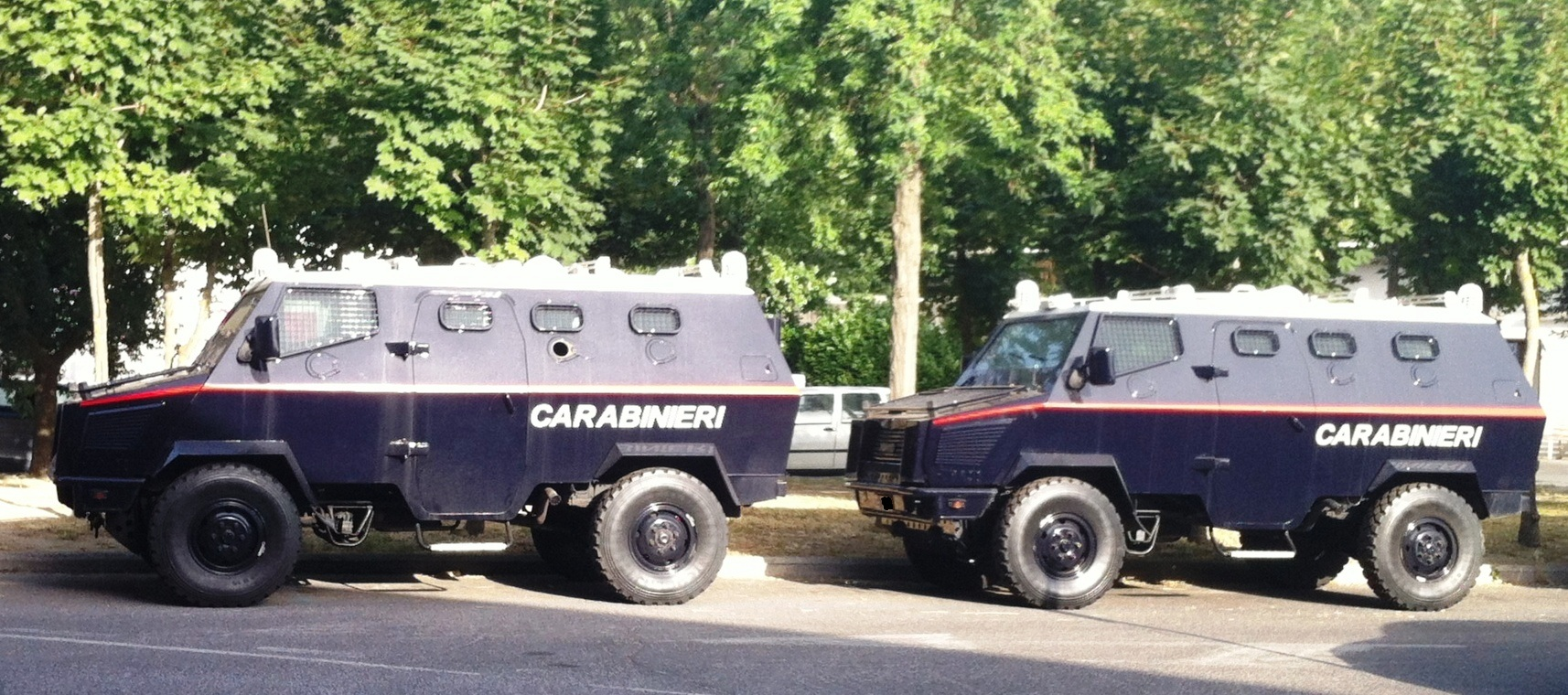
新型塗装のカラビニエリの2両のVM 90P（2012年）

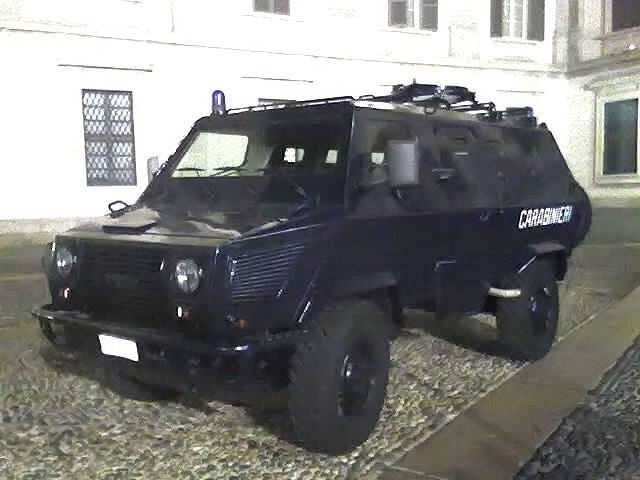
カラビニエリのVM 90P

"scarrafone"（ゴキブリ）ともあだ名されるこのタイプは乗員の保護の必要性に応じて作られた。装甲タイプはトーピードタイプの幌付き荷台に変えてイタリア軍が承認した防弾鋼板による全面的な装甲を備えている。装甲された車室には車外に出ることなく小火器を使用するための銃眼（丸穴とスリット）を備えた後部扉とともに、1つないしそれ以上の機関銃などの火器を使用できるハッチが備えられている。装甲は軽量タイプだが、通常の7.62mm NATO弾に対する保護レベルを有し、プーマ軽装甲車およびリンス軽装甲車が配備されるまでの一時的な解決策として使用された。
VM90Pには、カラビニエリ向けの熱帯仕様、イタリア陸軍向けに内部を救急車仕様にしたものなど、さまざまなバリエーションが存在する。この車両はソマリアでの希望回復作戦で実戦運用され、イラクでの古代バビロニア作戦中にナーシリーヤで攻撃された結果、乗員防護機能の不足が指摘された。
この攻撃を受けた際、被弾した車両の乗員5名が死亡した。死亡した5名の兵士は全員車体後部に乗車しており、そのうちの3名は熱衝撃で死亡し、残り2名は焼死した。
装甲タイプの救急車仕様はイタリア赤十字社の志願兵部隊での使用され、イラクおよびアフガニスタンの作戦地域で大規模に運用された。2009年のラクイラ地震と、ランペドゥーザ島からの緊急避難でも少数が使用された。このタイプでは運転席を含む5つの固定座席を備えた車室と、ストレッチャーを備えた専用のエリアを有している。後部左側は、各種の医療機器や救命機材の棚となっている。外観はカラビニエリの使用車両と同様で、緊急車両としての保護機能として2音色サイレン、4基の青い手滅灯、白色の指向性ヘッドライトを備え、車体左右および後部の白地に描かれた赤十字が記されている。

### 特徴
- 排気量：2,499 cm3
- 気筒数：4
- 出力：75.7 kW（103 ps）/ 3800 rpm
- 全長：4,680 mm
- 全幅：1,980 mm
- 全高：2,380 mm
- 変速段数：5
- 駆動：4輪駆動
- 座席：1 + 5
- 航続距離：800 km

## 救急車タイプ

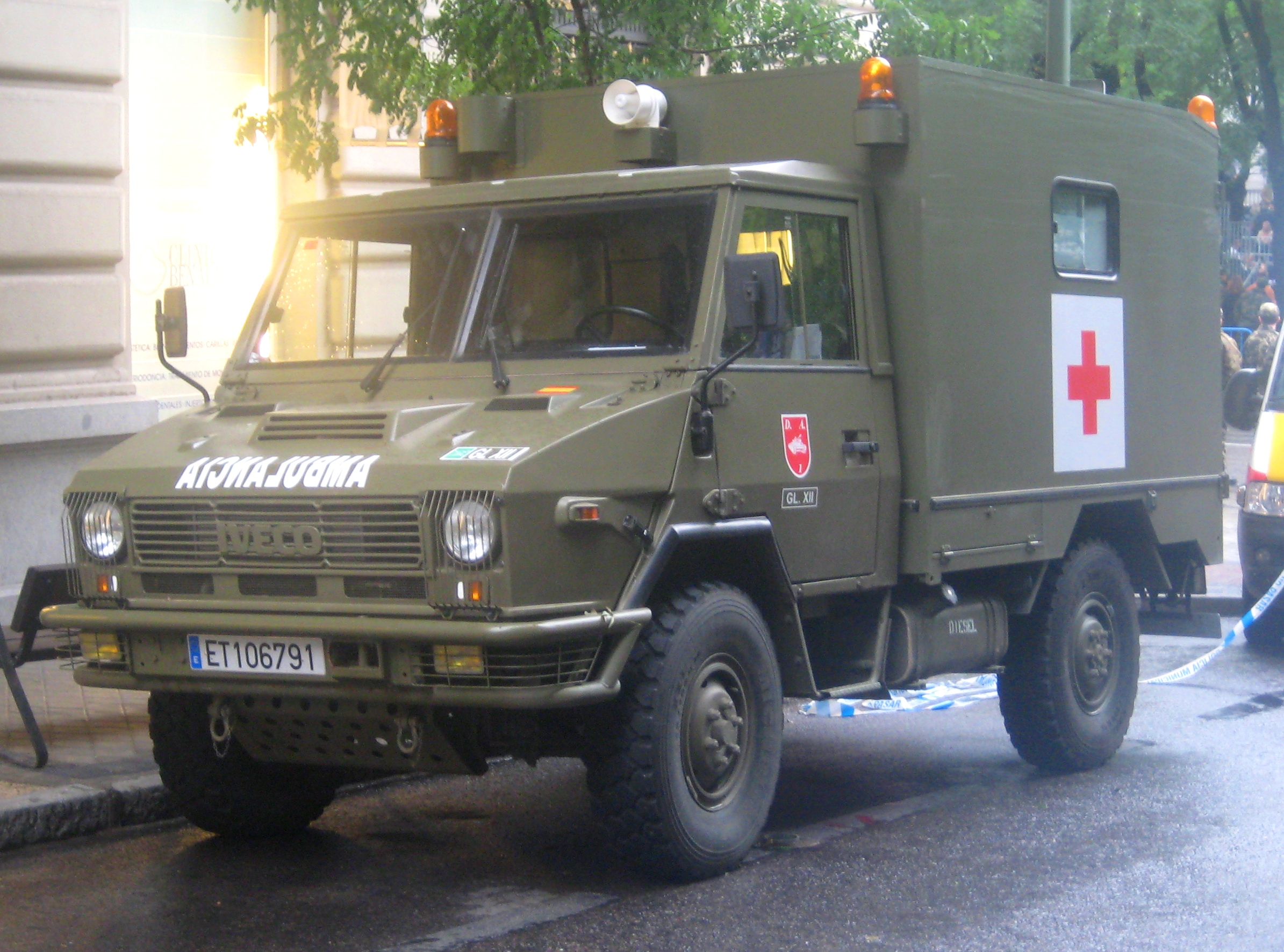
スペイン陸軍の非装甲救急車タイプのVM 90

VM 90の救急車タイプは路外および戦術環境での負傷者輸送に適したトーピードタイプのバリエーションで、同様にイタリア軍、イタリア赤十字社志願兵部隊、マルタ騎士団部隊が使用するフィアット・デュカトの救急車仕様と同型の車両である。このタイプはVM 90の基本タイプを再現したもので、3座席の運転室（運転席を含む）と、基本タイプのフレームに取り付けられた衛生室から構成されている。
衛生室ないし医療室は運転室とは分かれており、2段に2基ずつ並べて最大で4基のストレッチャーを搭載できる。自律型の換気および照明システムを搭載し、酸素供給系統を2系統備えて合計3本の酸素ボンベを同時にしようすることができる。民間の救急車が備える全ての医療機器を搭載している。
外観はシンプルで、緊急車両としての保護機能として2音色サイレン、衛生室の四隅外側に取り付けた4つの青色点滅灯ないし回転灯、白色の指向性ヘッドライトを備え、車体左右および後部の白地に描かれた赤十字が記されている。

### 特徴
- 排気量：2,499 cm3
- 気筒数：4
- 出力：75.7 kW（103 ps）/ 3800 rpm
- 全長：4,880 mm
- 全幅：2,040 mm
- 全高：2,200 mm
- 変速段数：5
- 駆動：4輪駆動
- 最高速度：110 km/h
- 座席：前席 3、後席 3、ストレッチャー 2から4
- 航続距離：800 km

## 消防車タイプ

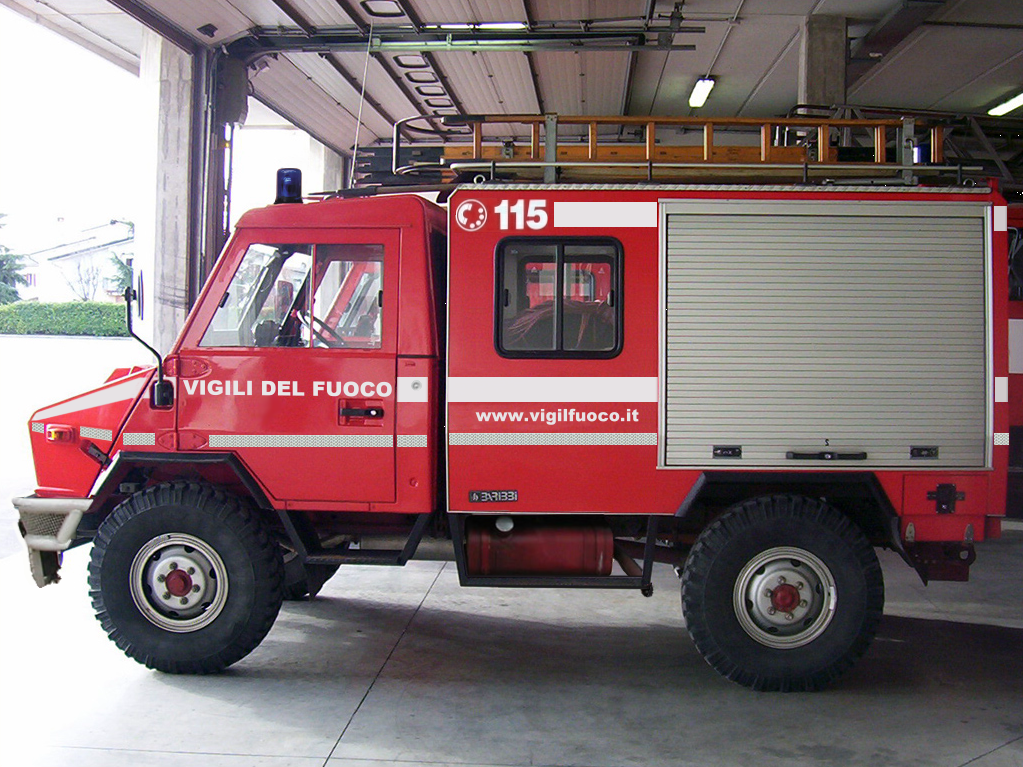
消防局の消防車タイプのVM 90

VM 90の消防車タイプは、通常の手段では到達できない敵対的な環境や、オフロード車が必要な場所で運用するために、トーピードタイプから作られている。
現在では主として国家消防隊で使用されているが、森林警備隊、監獄警察、サヴォーナのイタリア赤十字社S.M.T.S.部隊、市民保護局、民間の消防隊などでも使用されている。このタイプはVM 90の基本タイプを再現したもので、3座席の運転室と車両によっては追加の3座席を備えた延長キャビンおよび荷室が基本タイプのフレームに取り付けられている。荷室は運転室とは分けられており、組み合わせによって以下の装備を備える。
- 3座席の延長キャビン
- 消防機材（タンク、ホース接続ランス）
- 山火事用機材
- 洞窟-高山-河川救助用コンパートメント
- 救助用モジュール

これらの設定はその車両の使用される条件によって運用母体によって基本モデルに施され、またその後も修正される。一般に車両の架装はBaribbi、マギルス、BAIが行っている。機材は消防、森林火災、洞窟-高山-河川レスキュー車両それぞれの仕様となっている。さらに昔ながら消防車の装備（2音色サイレンと青色点滅灯）も備えている必要がある。

### 特徴
- 排気量：2,499 cm3
- 気筒数：4
- 出力：75.7 kW（103 ps）/ 3800 rpm
- 全長：4,500-4,880 mm
- 全幅：2,010-2,040 mm
- 全高：2,483-2570 mm
- 変速段数：5
- 駆動：4輪駆動
- 最高速度：110 km/h
- 座席：前席 3、後席 3
- 航続距離：800 km

## 運用者
- イタリア

トーピードタイプはイタリア陸軍、イタリア海軍およびイタリア空軍の地上部隊、カラビニエリMSU、カラビニエリ空挺部隊、イタリア赤十字社志願兵部隊、監獄警察に供給されている。一方、装甲タイプは救急車仕様がイタリア陸軍と赤十字志願兵部隊で使用されている以外はMSU、カラビニエリ空挺部隊だけが使用している。
この車両を運用している他の国家は以下の通り
- アルバニア
- ベルギー
- ブルネイ
- ブルガリア（憲兵隊）[2]
- カナダ：2,879両（ウェスタン・スターでのライセンス生産）
- 中国（NAVECO)[3]
- エジプト：70両
- アラブ首長国連邦
- ジブチ[4]
- 北マケドニア
- マレーシア
- マルタ[5]
- パキスタン：2,200両
- ポーランド
- ポルトガル
- ソマリア

2015年にソマリア国軍にイタリアから供与
- スペイン
- ウクライナ

2022年ロシアのウクライナ侵攻に対応してポルトガルが4両を供与。これらの車両は共和国国家警備隊によってイラク戦争のために改造され、使用されていたもの